# Prométhée (société)
Prométhée est un opérateur de constellation de nanosatellites d’observation de la Terre à haut taux de revisite et hyperréactivité.

## Description
Prométhée propose des services d’intelligence environnementale et stratégique. Sa plateforme digitale est destinée à extraire des connaissances à partir des images spatiales croisée avec d’autres sources de données (capteurs IoT ou Internet des Objets, open data ou données ouvertes…).
Les applications sont nombreuses : la protection des populations, des ressources hydriques, de la faune et de la flore, la gestion de l’urbanisme et les Villes Intelligentes, la surveillance des infrastructures critiques, la lutte contre la déforestation, la désertification, la pêche illégale ou les dégazages, l’intervention d’urgence lors de catastrophes naturelles ou encore de l’efficience écologique de l’agriculture et la sécurité alimentaire.
Prométhée travaille dans une dimension nationale (plan de relance France 2030) ainsi qu’au niveau européen. En novembre 2021, elle fonde Le Kollektiv avec huit entreprises européennes expertes en technologies numériques. L’ambition est de bâtir une plateforme européenne NewSpace compétitive à l’export.
Prométhée proposera également des services de « souveraineté spatiale » aux pays émergeant. Elle fournira une infrastructure complète (constellation de satellites, centre de contrôle de mission, plateforme digitale d’exploitation des données, formation…) « clé en main » offrant ainsi une totale indépendance en matière d’observation de la terre. En novembre 2021, l’Agence Nationale de Recherche et de Développement Spatial Nigériane (NASRDA) a signé une lettre d’intention posant les bases d’une telle coopération avec la startup.
Prométhée est lauréat du plan de relance spatial CNES (Centre National d’Étude Spatiale) - DGE (Direction générale des entreprises) avec le projet Japetus de constellation de vingt-deux satellites offrant des images de la résolution métrique et un taux de revisite élevée (moins d’une heure),. Prométhée est également un des 20 lauréats pour les "Copernicus Contributing Missions" de l'Agence spatiale européenne.

## Histoire
Créé en 2019, Prométhée procède en 2020 à une première levée de fonds de 2,2 millions d’euros auprès d’investisseurs industriels : Comat, Hemeria et Groupe ADF. 18 mois plus tard, elle boucle un second tour de 4,72 millions d’euros,, premier volet d’un financement qui devrait atteindre 15 millions d’euros avant la fin 2022.
Dès son démarrage, Prométhée a bénéficié du support du CNES et de la BPI ainsi que de l’appui des pôles de compétitivités régionaux qui ont permis de développer ses premiers modèles de services géospatiaux, comme Carbon Tracker qui mesure la séquestration du carbone ou Prométhée Health, solution de prévention pour les risques de télé-épidémiologie.
En juillet 2021, un protocole d’accord a été signé autour de Prométhée avec LTU, expert en vision par ordinateur, IDplizz France, expert en chiffrement blockchain et vérification d’identité intelligente, VisioTerra, cabinet de conseil scientifique en Observation de la Terre, Géo4i, prestataire de services de géo-intelligence, Magellium, société de traitement de données d’observation de la Terre et de géo-intelligence, Ororatech, détection et surveillance des incendies de forêt par un expert spatial, Mundialis, expert en analyse et traitement haute performance de géodonnées.
En août 2022, Prométhée décroche le financement du développement de sa constellation Japetus© dans le cadre de la « démonstration de services innovants de bout en bout » du volet de France Relance dédié aux nanosatellites.
Le premier satellite, PROTOMETHEE, sera construit par le lituanien NanoAvionics. Lancé fin 2023, il embarquera des capteurs optiques multispectraux (spectre du visible à haute résolution).
Prométhée est membre du GIFAS (Groupement des industries françaises aéronautiques et spatiales) et membre fondateur l’Alliance NewSpace France.
En collaboration avec le Bureau des affaires spatiales de Monaco et le Centre national d'études spatiales (CNES), Prométhée a organisé en avril 2023, le premier Ocean Space Forum qui s'est tenu au Musée océanographique de Monaco.
En juin 2023, Prométhée Earth Intelligence a été sélectionné par  l'Agence spatiale européenne et la Commission européenne comme lauréat pour les Copernicus Contributing Missions. Prométhée est l'une des 20 entreprises privées fournissant des données d'observation de la terre au programme Copernicus.
Le 2 Octobre 2024, une connexion IoT entre Le démonstrateur ProtoMéthée et un satellite Kinéis a été réalisée, marquant une étape clé dans le développement de l'hyper-réactivité pour la descente d'information en directe sur la constellation Japetus.